# Lategália

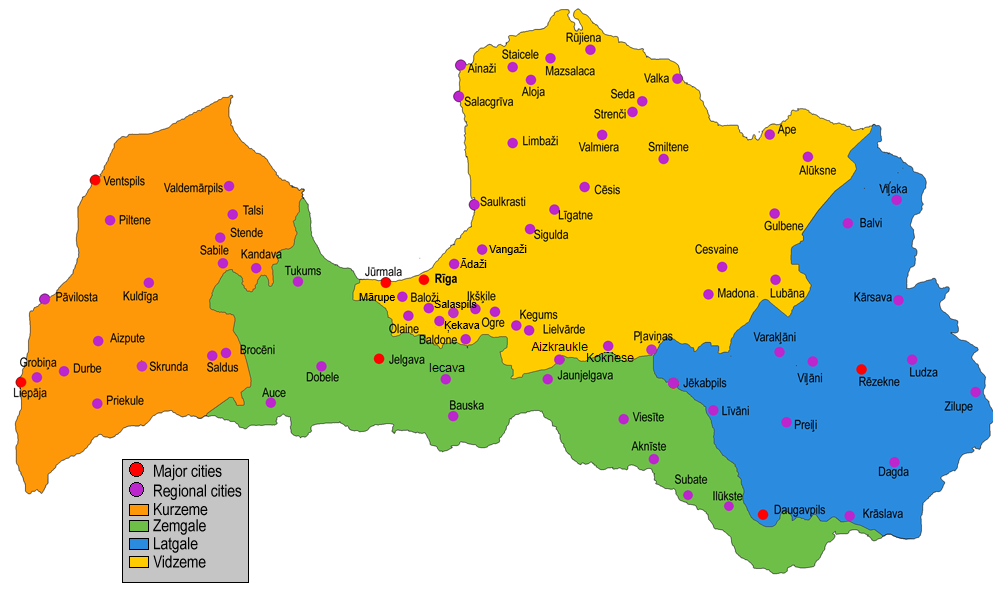
As regiões históricas da Letônia: Curlândia, Semigola, Livônia e Lategália

Lategália ou Letgália (em letão:  Latgale; em lategálio: Latgola; gentílico: lategálio) é  uma das quatro regiões históricas e culturais reconhecidas na Constituição da Letônia. Situa-se no sudeste do país e está delimitada, ao sul, pelo rio Duína Ocidental, que a separa de Semigola; ao norte confronta-se com a região de Livônia. Daugavpils e Rezekne são as principais cidades da região.
A sua superfície é de 14600 km² (22,6% da Letônia). Uma parte dessa região atualmente faz parte de Rússia, (cerca de 1300 km² ou 8,1% da região).
Lategália é a região de maior variedade étnica da Letônia. Uma grande parte da população fala russo, polonês ou lategálio.
Enquanto a maior parte da população letã é historicamente luterana, Lategália é predominantemente católica romana.
A região tem uma grande população de russos étnicos, especialmente em Daugavpils, a maior cidade da região. Muitos dos russos que viviam em Lategália antes da ocupação  soviética são velhos crentes. Rēzekne, chamada o coração de Lategália, Krāslava e Ludza são outras grandes cidades da região que também contam com uma minoria bielorrussa importante. Há ainda uma significativa minoria polonesa (em Daugavpils, os poloneses são quase tão numerosos quanto os letões).
Entre as principais personalidades lategálias se encontra o filósofo e padre Stanislavs Ladusãns.